# Іоан Міхай Раковіце
Іоан Міхай Раковіце (рум. Ioan Mihail Racoviţă; 7 березня 1889, Бухарест — 28 червня 1954) — румунський військовий і державний діяч, генерал армії, міністр оборони Румунії (23 серпня — 4 листопада 1944). Кавалер Лицарського хреста Залізного хреста.

## Біографія
Представник знатного молдавсько-волоського боярського роду Раковіце. Навчався в 1906—1907 роках у Військовій кавалерійської-артилерійській школі, потім у військовому училищі в Ганновері (1907—1909). У 1910 році повернувся до Німеччини, де навчався в кінноспортивній школі Пандебурна, яку закінчив в 1911 році.
Лейтенантом брав участь в кампанії в Болгарії в 1913 році. Учасник Першої світової війни.
Учасник Другої світової війни. У 1941 році був призначений командиром кавалерійського корпусу. Командував корпусом на початковому етапі операції «Барбаросса» в червні 1941 року і пізніше в перші два роки війни проти СРСР. 17 жовтня 1941 року був нагороджений орденом Міхая Хороброго
У 1942 році І. Раковіце був переведений в армійський корпус, з яким вийшов на Таманський півострів і взяв участь в захопленні радянських портів Анапа і Новоросійськ.
У 1943 році командував військами гарнізону Бухареста.
C 24 січня по 31 липня 1944 року Раковіце очолював 4-ту румунську армію. У квітні-червні 1944 року в складі німецько-румунських військ успішно протистояв радянським частинам в ході Першої Яссько-Кишинівській операції, в результаті якої був зірваний план наступу радянських військ на Балкани.
24 серпня 1944 року був призначений міністром оборони і залишався на цій посаді до 4 листопада 1944 року.
З 20 травня 1945 року по 20 травня 1946 року керував Генеральною інспекцією з озброєння МО Румунії.
З 1 травня 1946 року — командувач 1-ї армії (до 30 червня 1947 року). У вересні 1947 відправлений у резерв.
У червні 1950 року був заарештований і поміщений у в'язницю, де і помер.

## Звання
- Лейтенант (1913)
- Капітан (1916)
- Майор (1917)
- Підполковник (1923)
- Полковник (1928)
- Бригадний генерал (1936)
- Дивізійний генерал (1940)
- Генерал армії (1 травня 1946)

## Нагороди
- Командор ордена Зірки Румунії (8 червня 1940)
- Орден Михая Хороброго 3-го класу (17 жовтня 1941) — за успішне форсування Дністра і переслідування відступаючих радянських військ, в ході якого його силами було захоплено в полон 12 783 бійців і офіцерів РСЧА, 450 кораблів і 70 танків.
- Залізний хрест 2-го і 1-го класу (1941)
- Лицарський хрест Залізного хреста (7 липня 1944)